# Meinke Horn

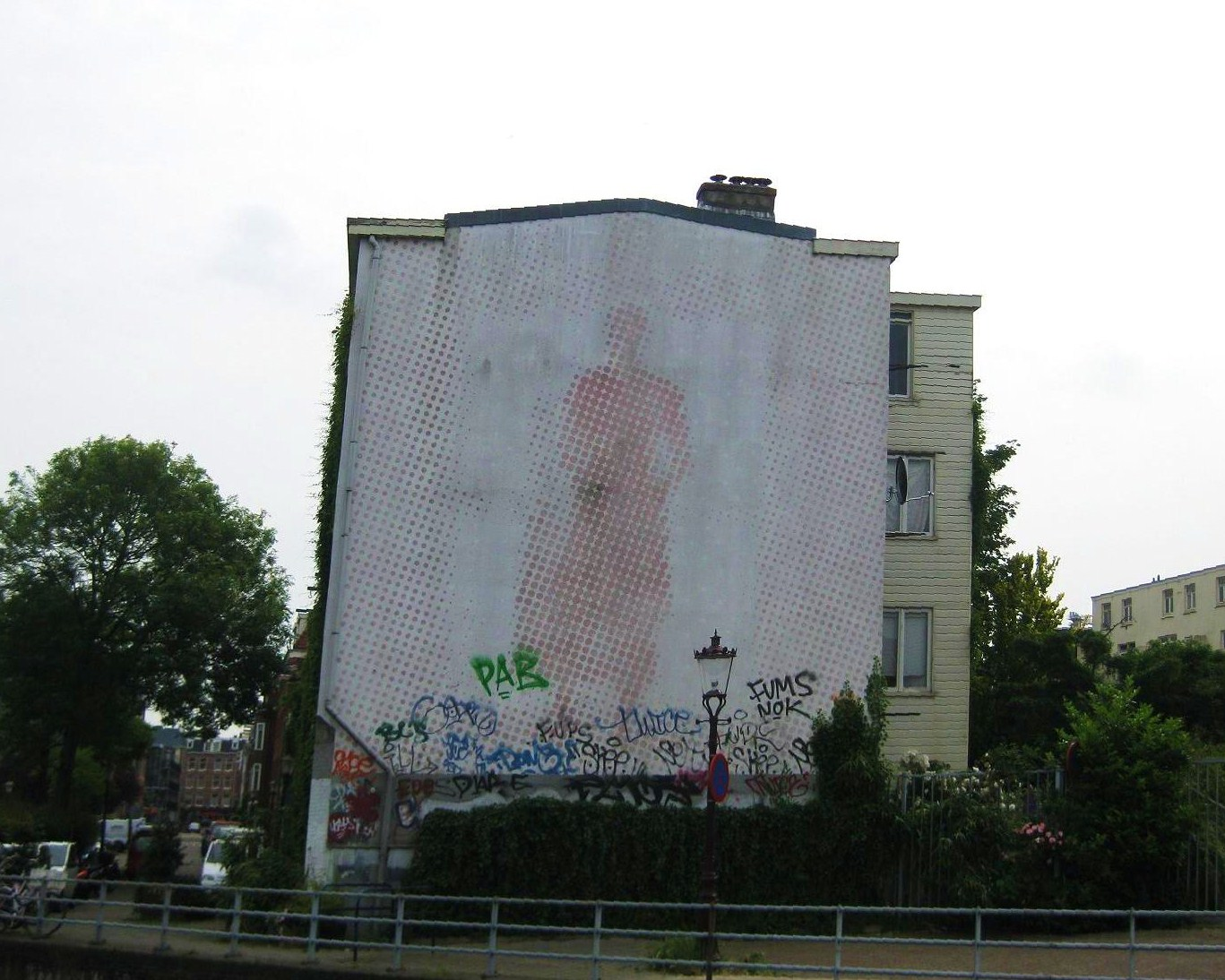
Vrouw kijkt uit raam (2014)

Meinke Alexandra Horn (Amsterdam, 5 april 1960 – Amsterdam, 12 mei 2023) was een Nederlands kunstenaar.

## Leven
Meinke Horn was dochter van kunstenaar Lex Horn en zijn derde vrouw binnenhuisarchitect Marita Else van Essen.
Zij kreeg haar opleiding aan de Gerrit Rietveld Academie. Vanuit die studie begon ze zelf een atelier om uit te werken, laatst gevestigd in het gebouw van het Wilhelmina Gasthuis, Marius van Bouwdijk Bastiaansestraat. Meinke verzorgde lezingen, richtte tentoonstellingen in en was betrokken bij publicaties en symposia op het gebied van kunst.
In 2016 richtte ze een studie op ter promotie, maar vooral ter bescherming van het werk van haar vader. Ze adviseerde de gemeente bij kunstprojecten rond de Zuidas (Virtueel Museum Zuidas) en had ook connecties met de Erfgoedvereniging Bond Heemschut.
Na een ernstige ziekte in 2018/2019 werkte ze een periode bij het Stadscuratorium van de Gemeente Amsterdam. Een onderdeel van haar werk was de onderbrenging en restauratie van drie enorme sgraffito’s van haar vader die gemaakt in 1965 verloren dreigden te gaan: Het laboratoriumonderzoek, Het straatongeluk en Het ziekenhuisbezoek. Dit combineerde ze met het uitbreiden van haar eigen oeuvre, bestaande uit bloementaferelen. Enkele maanden nadat Het Laboratoriumonderzoek en Het straatongeluk hun plek hadden gevonden in de Fietsenstalling Stationplein overleed ze.    
In Amsterdam was een huizenhoge muurschildering van haar bekend onder de titel Vrouw kijkt uit raam.

## Vrouw kijkt uit raam
Meinke Horn en Andrea Friedli mochten in 2005 een blinde muur in de Bellamybuurt voorzien van een muurschildering. De Bellamybuurt kent een aantal straten die eindigt op de Tweede Kostverlorenkade, waarbij architectonische oplossingen gezocht moesten worden. Voor de hoek met de Schimmelstraat kad die er niet. De strookbebouwing eindigde op de kade met een driehoekig tuintje. Zeker de onderste rand van die blinde muur werd regelmatig ondergeklad met graffiti> Bovendien gaf de grijze muur een gevoel van onveiligheid. Om enige verlichting te brengen overlegden de buurt met Stadsdeel Oud-West, de Universiteit Tilburg en Rochdale.  De muurschildering hield het bijna twintig jaar vol, ook al werd ze aan de onderkant regelmatig voorzien van tags. In de vroege jaren twintig (2022-2023) liet Rochdale de woningen slopen om er nieuwbouw neer te zetten. Om de nieuwbouw aan te kondigen hing Rochdale een spandoek met het kunstwerk aan de gevel. Tijdens de sloop verdween het enige kunstwerk in de openbare ruimte van Meinke Horn uit het straatbeeld.